# Livre des secrets de Jean

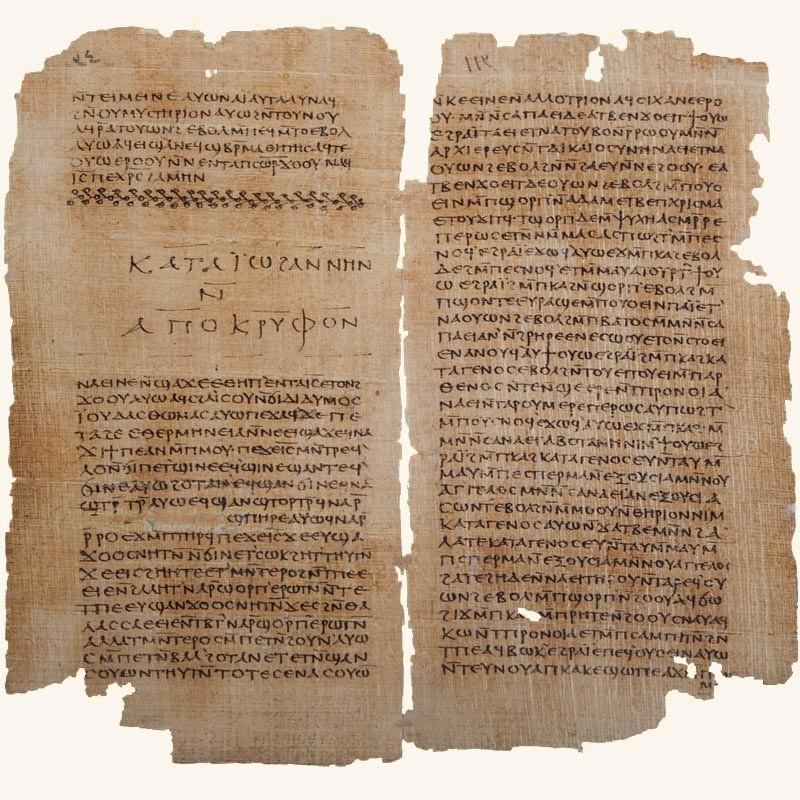
Le livre secret de Jean (Apocryphon de Jean) est un texte gnostique séthien du IIe siècle après J.-C. qui contient des enseignements secrets.

Le Livre des secrets de Jean ou Livre secret de Jean, Apocryphe de Jean ou encore Apocryphon de Jean, est un texte mythologique gnostique de la fin du IIe siècle.

## Description
On dispose de quatre copies, une dans le codex de Berlin et les autres dans les codex de la Bibliothèque de Nag Hammadi en deux versions (une longue et une courte). Il est aujourd'hui classé parmi les textes appartenant au courant du gnosticisme séthien. Le livre date d'environ 170. C'est, dit Michel Tardieu, « un petit manuel sur la rétribution des justes dans l'outre-tombe », adressé aux seuls initiés, et qui puise dans « deux catégories de sources : le quatrième évangile et les Chaldéens ».

### Œuvre
- Rodolphe Kasser Le Livre secret de Jean dans ses différentes formes textuelles coptes, Muséon 77 (1964)
- Rodolphe Kasser Le Livre secret de Jean, Bibliotheque gnostique I, II, III et IV: (versets 1-124) RThPh (1964-1967)
- Michael Waldstein et Frederik Wisse The Apocryphon of John: synopsis of Nag Hammadi codices II,1; III,1; and IV,1 with BG 8502,2 Nag Hammadi and Manichaean studies Vol. 33, Coptic gnostic library, E. J. Brill, 1995.

### Études
- Michel Tardieu, Écrits gnostiques. Codex de Berlin, Cerf, 1984, p. 26-46 (introduction), 83-166 (traduction de plusieurs versions)